# Église Saint-André de Bobigny
L'église Saint-André est un édifice religieux catholique français de Bobigny en Seine-Saint-Denis. Elle est placée sous le vocable de saint André. D'après l'historien Michel Roblin, ce culte est attesté à Bobigny depuis le VIIIe siècle. Elle fait partie de la paroisse de Bobigny rattachée au diocèse de Saint Denis.

## Situation
L'église est située à l'angle de l'avenue Karl-Marx et de la rue Miriam-Makeba, au sein d'un quartier d'architecture moderne de la fin du XXe siècle.  

## Histoire

### La paroisse duXIesiècle
En 1050, demeurait à cet endroit une communauté d’habitants qui était érigée en paroisse, possédait une église placée sous l’invocation de saint André et faisait partie de l’archidiaconé de Paris et du doyenné de Montreuil. Elle est cédée à l'abbaye Saint-Martin-des-Champs par Geoffroy de Boulogne, évêque de Paris, en 1089-1090. Elle est mentionnée par Urbain II le 14 juillet 1096. À la fin du XIVe siècle, elle a pour curé un nommé Jean Bonneau, aumônier de l'évêque de Paris Étienne Pourcher, qui meurt assassiné le 13 juillet 1504, et inhumé dans son église. Sa tombe, déplacée, était toujours visible en 1829.

### L'église de 1557
La seconde église, bâtie en 1557, est consacrée le 28 avril de la même année par Charles Boucher d’Orsay, évêque de Mégare, avec la permission d'Eustache du Bellay, évêque de Paris. Elle apparaît sur le plan de Delagrive en 1740, sur le domaine du château de Bobigny. En 1755, l'abbé Lebeuf mentionne cette église paroissiale vétuste, maintes fois réparée, dotée de deux petits collatéraux aux côtés du chœur et d’une tour étroite qui paroit désigner un ancien édifice sur lequel on auroit couché un nouvel enduit. Dans le chœur, se trouvent quelques anciennes tombes, dont une sépulture féminine pouvant remonter au XIVe siècle. Cet édifice est probablement détruit car il n'apparaît pas sur la carte des Chasses du Roi, commencée en 1764.

### L'église Saint-André et Saint-Pierre de 1769
En 1769, cette fois consacrée à Saint-André et Saint-Pierre, elle est reconstruite par Philippe-Guillaume Jacquier, vidame de Viels-Maisons, seigneur de Bobigny. Elle comprenait une nef à deux travées précédé d’un narthex avec tribune et flanquée de bas-côtés, un transept, un chœur en hémicycle, et enfin un clocher latéral et carré. Les tombes de l'ancien édifice ayant été préservées, l'historien Ferdinand de Guilhermy y découvre une dalle funéraire datant de 1294.
Pendant la guerre de 1870, le village est dévasté et la population évacuée. Le clocher et le toit sont abattus par les soldats français du génie pour éviter que les Prussiens ne s’en servent comme point de repère. Elle est finalement incendiée en septembre 1870.

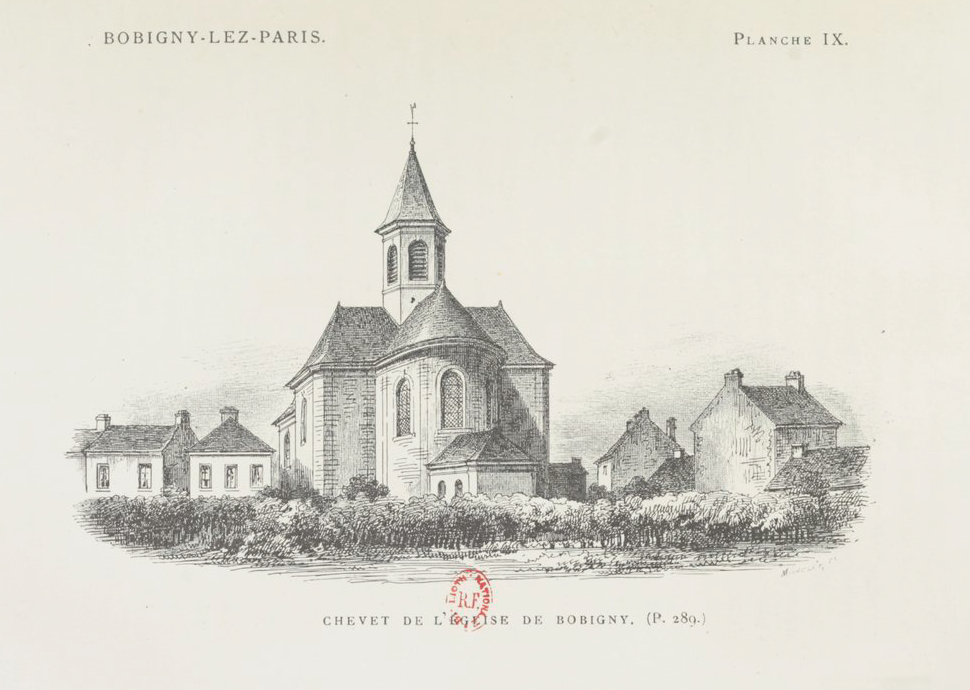
Chevet de l'église de Bobigny.
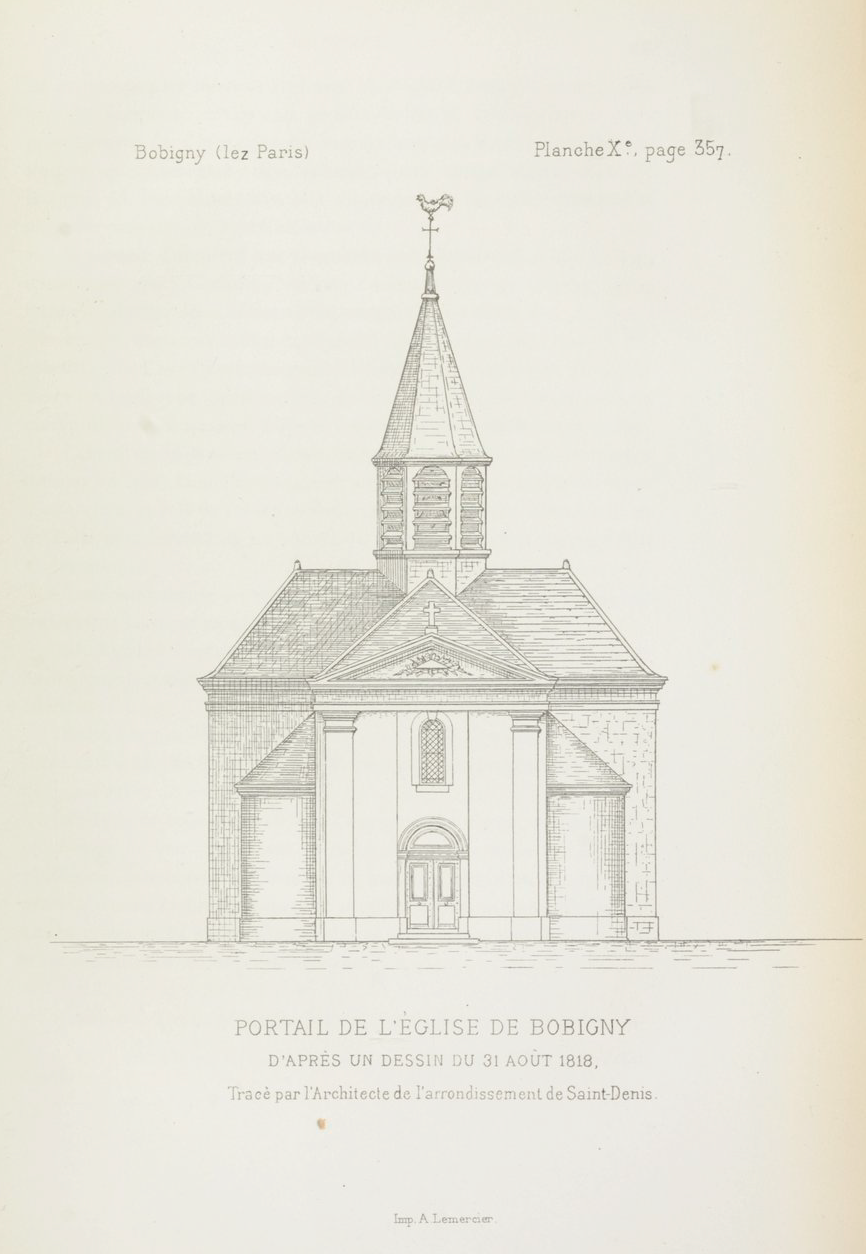
Portail.
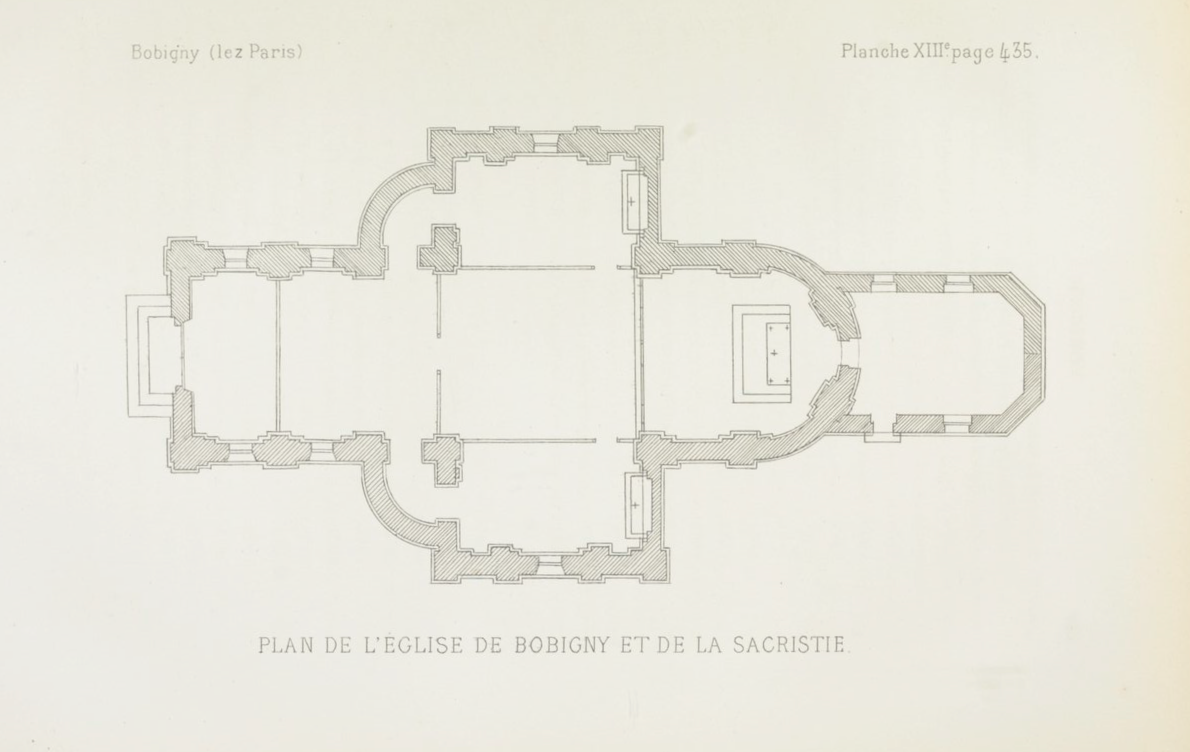
Plan avec la sacristie.
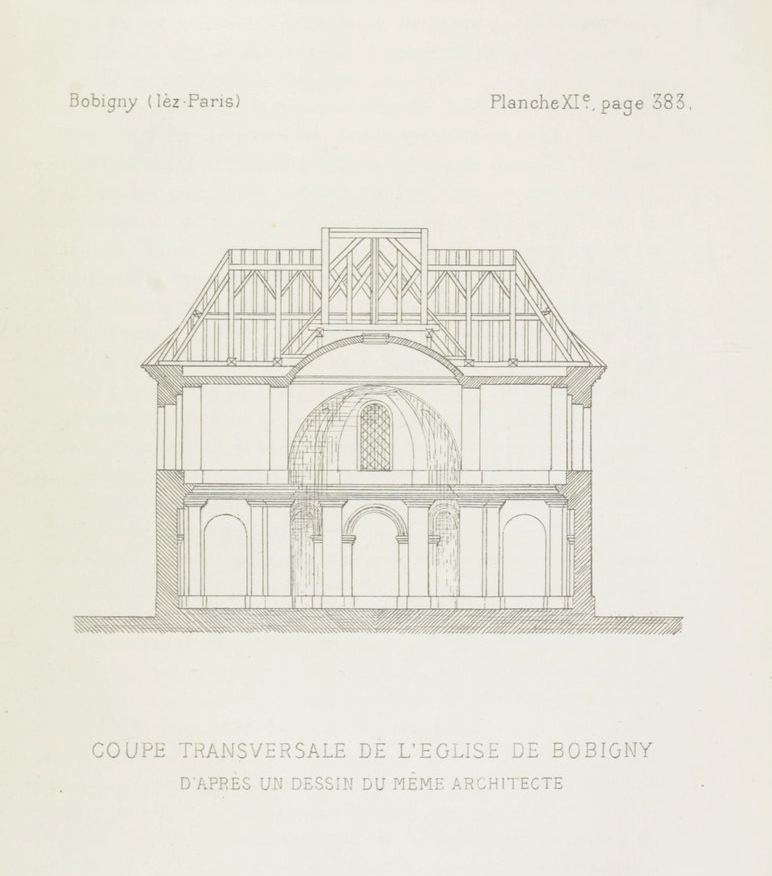
Coupe transversale.
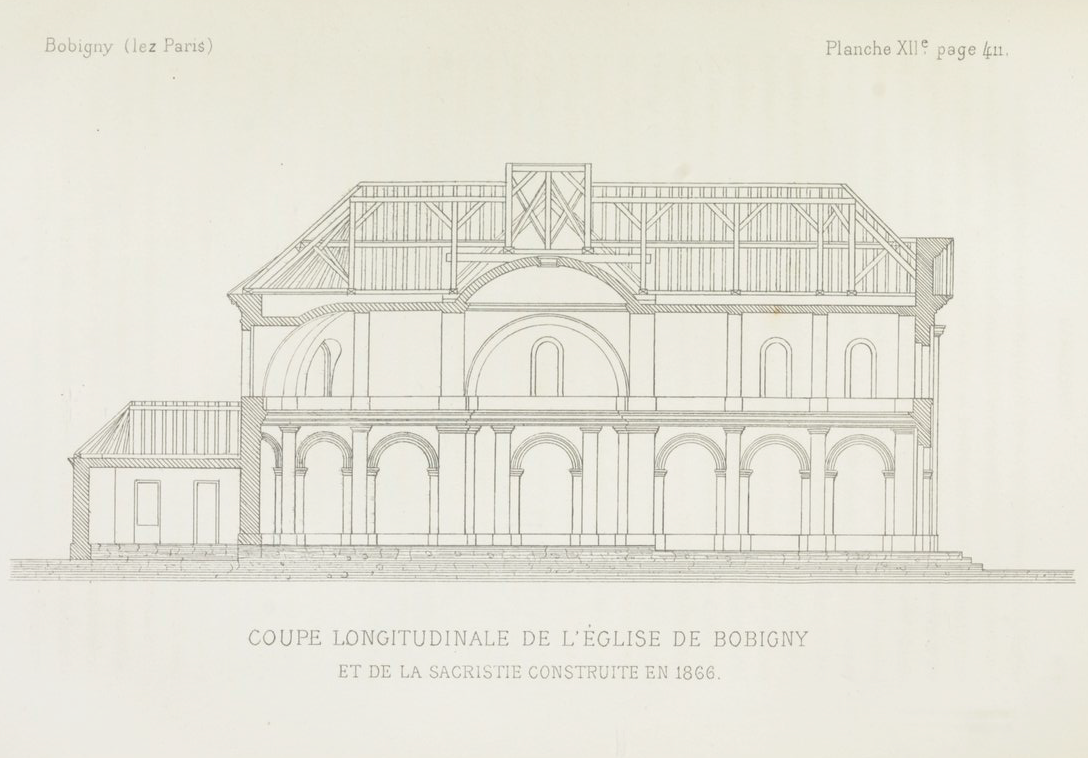
Coupe longitudinale.

### L'église Saint-André de 1873
Deux ans plus tard, le conseil municipal vote la reconstruction de l'église, au même emplacement, mais cette fois uniquement consacrée à Saint-André. Les travaux sont réalisés en 1873, sous la direction de l'architecte diocésain Paul-Eugène Lequeux, responsable du département de la Seine. La nef est flanquée de collatéraux. Le clocher-porche surmonté d'une flèche reçoit Jullie Augustine, la nouvelle cloche baptisée en octobre 1873.

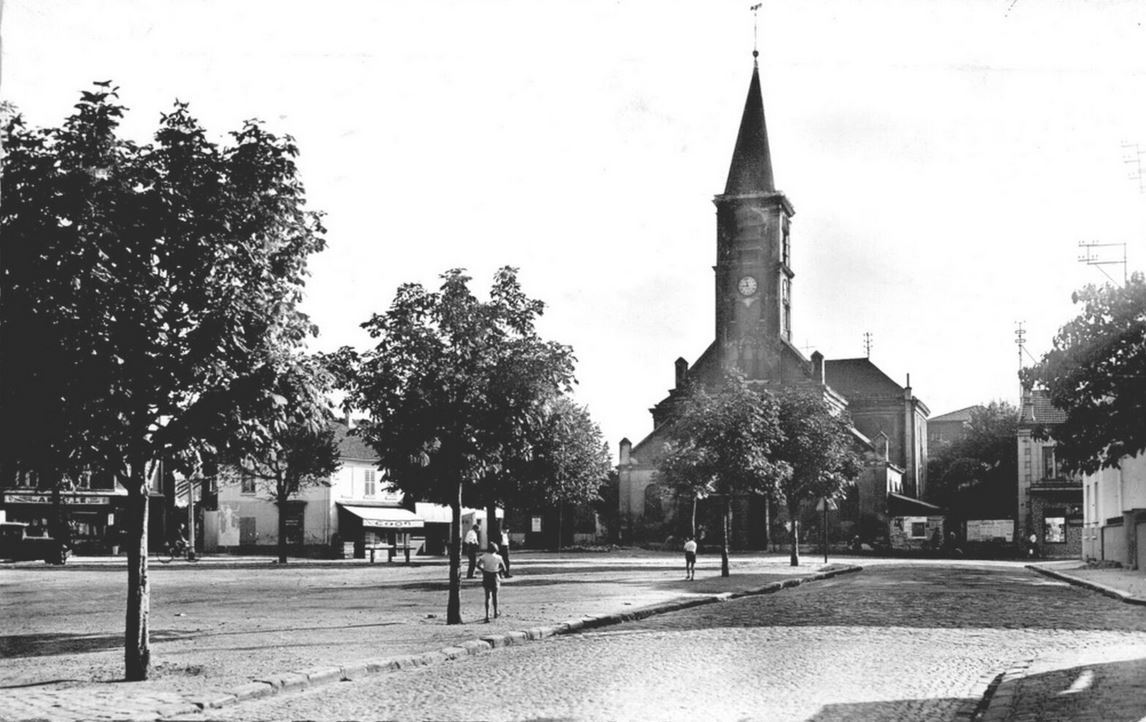
La place Gabriel-Péri et l'église.
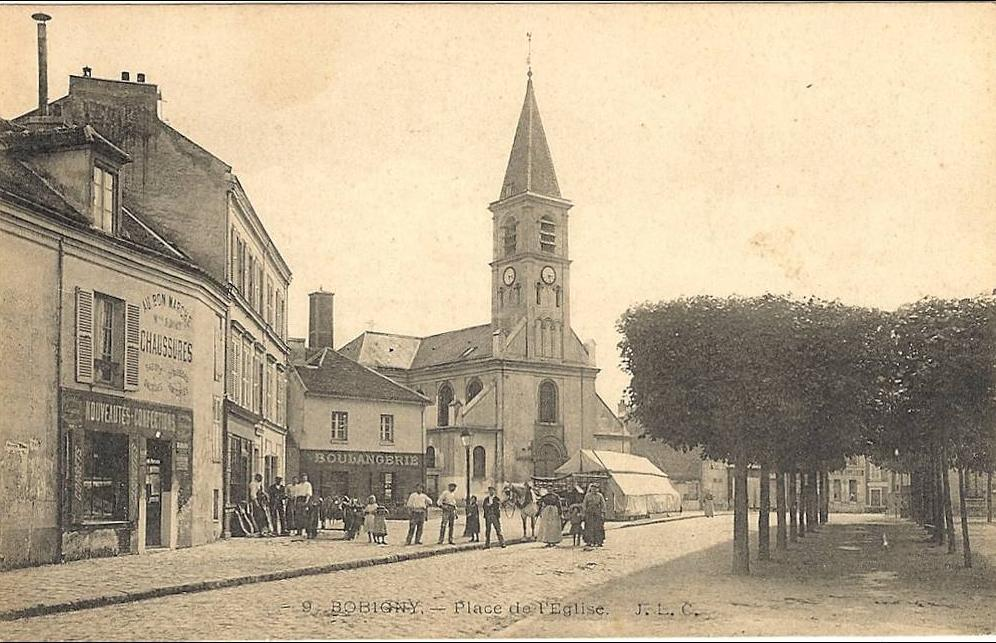
Bobigny, place de l'église.

### L'église contemporaine

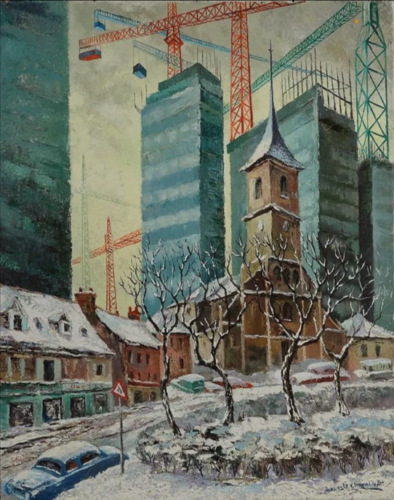
Tableau à l'huile de Roberte Chevalier (1907-2000) représentant l'église de Saint-André de Bobigny durant l'hiver 1971, où on aperçoit la cohabitation de l'ancienne ville de Bobigny avec la modernisation urbaine des trente Glorieuses.

Dans les années 1960, la municipalité entreprend un projet de rénovation urbaine, destiné à mettre en application des principes à la fois architecturaux et idéologiques. On fait appel aux architectes de l'atelier ATURBA comme Claude Le Goas, Marius Depont et Serge Lana, proches du Front national des architectes (FNA), d’obédience communiste.
Sur le plan d'urbanisme de 1969, l’ancienne église Saint-André devait être initialement conservée et placée au centre de la cité Karl-Marx. En novembre 1979, la démolition et la reconstruction de l'église sont votées par le conseil municipal, en invoquant des fondations défaillantes. La destruction est effective en 1980.
Construite en 1980, sur les plans de Marius Depont, auteur de ceux de l'hôtel de ville de Bobigny, elle est inaugurée le 25 avril 1982 par Mgr Guy Deroubaix, en présence de l'abbé René Santraine, curé de Bobigny.

## Architecture
La nouvelle église est un bâtiment de bois et de béton dont une élévation du côté gauche rappelant vaguement une flèche sert de clocher. Sa longue masse informe est entourée des hautes tours et des barres d'immeubles des grands ensembles.
Ses murs nus de béton ne sont ornés que de quelques objets provenant des anciennes églises bâties puis détruites à cet emplacement, comme une statue en bois doré de saint André de 1760, une autre représentant saint Fiacre, datant de 1850, ainsi qu'un bénitier de marbre du XVIIIe siècle. Ces deux statues sont inscrites à l'inventaire des Monuments Historiques sous la référence PM93000495. Un ensemble de neuf verrières abstraites, inscrites à l'Inventaire général du Patrimoine Culturel, est réalisé en 1981 par André Gence.